# 美浜町 (愛知県)

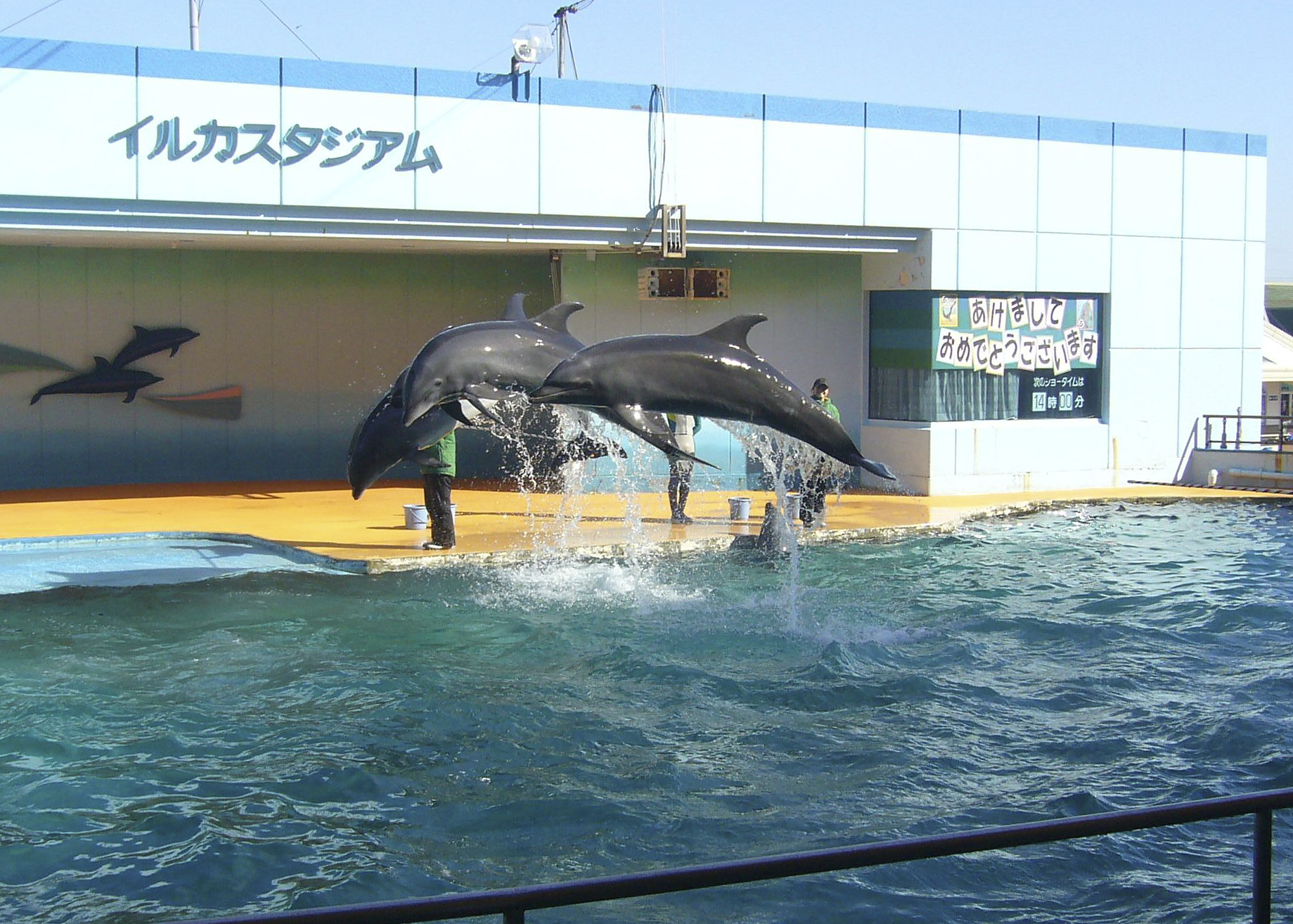
南知多ビーチランド

美浜町（みはまちょう）は、愛知県知多郡に属する町。知多半島の南部に位置しており、伊勢湾と三河湾の双方に面している。

## 地理

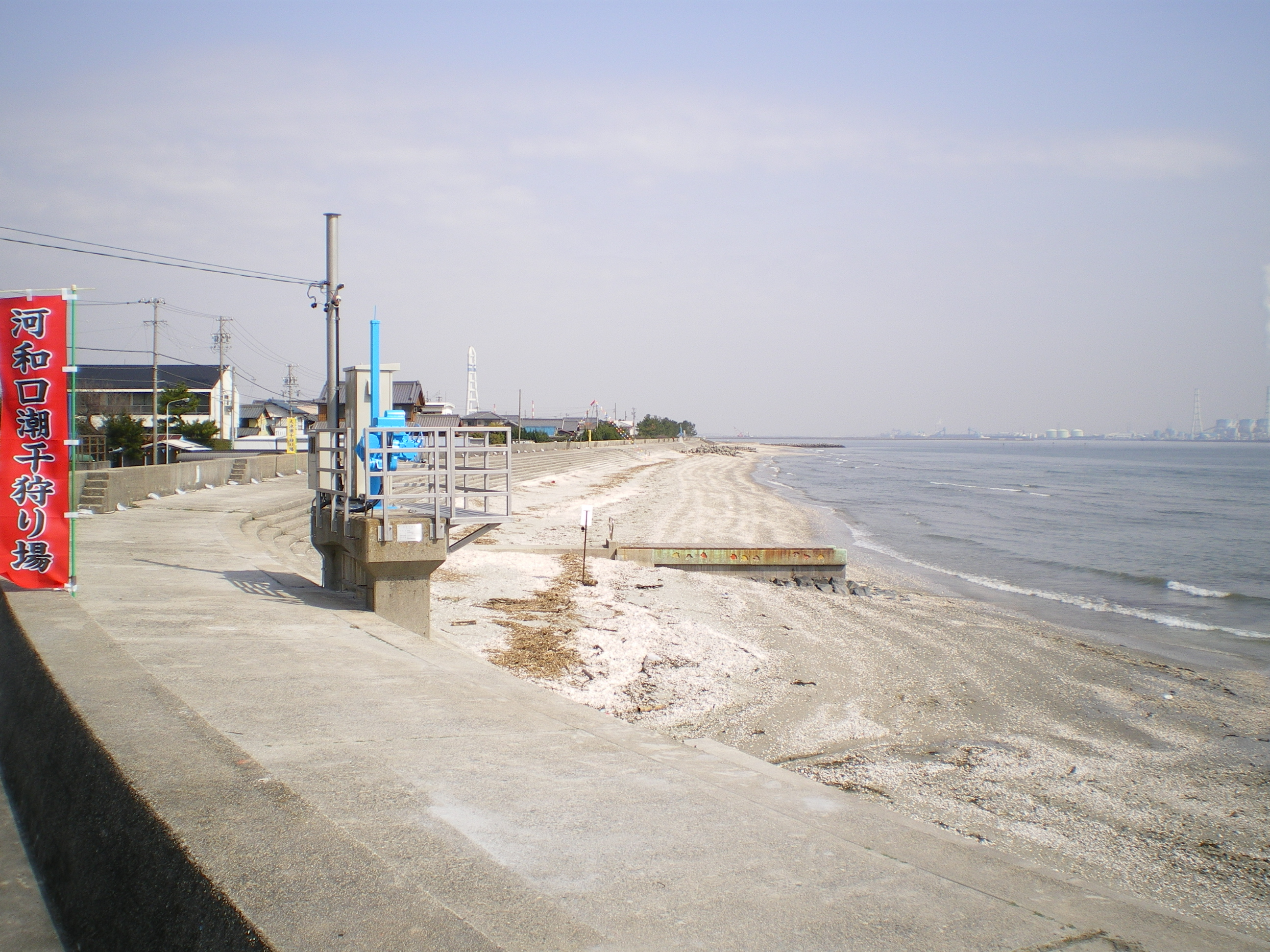
河和口潮干狩り場

### 地形

#### 山地
- 鍋山

南知多道路美浜ICの北東方向すぐ近くにある。山頂には知多半島で唯一の一等三角点が設置されている。標高81.7メートル。

#### 海岸
湾岸
- 伊勢湾
- 三河湾
  - 知多湾

### 地域

#### 地名
- 野間 (旧野間町)
- 小野浦 (旧野間町)
- 奥田 (旧野間町)
- 河和 (旧河和町)
- 浦戸 (旧河和町)
- 時志 (旧河和町)
- 北方 (旧河和町)
- 布土 (旧河和町)
- 古布 (旧河和町)
- 豊丘 (旧河和町)
- 上野間 (旧小鈴谷町)
- 新浦戸 (1977年、浦戸の一部より成立)
- 北方1～3丁目 (1986年、北方・河和の各一部より成立)
- 美浜緑苑 (1986年、奥田・上野間の各一部より成立)
- 新栄 (奥田の一部より成立)
- 河和台 (河和の一部より成立)

### 人口
| |                                        |  |
| 美浜町と全国の年齢別人口分布（2005年） | 美浜町の年齢・男女別人口分布（2005年） |  |
| ■紫色 ― 美浜町 ■緑色 ― 日本全国 | ■青色 ― 男性 ■赤色 ― 女性              |  |
| 美浜町（に相当する地域）の人口の推移 \| 1970年（昭和45年） \| 19,227人 \| \| \| 1975年（昭和50年） \| 20,408人 \| \| \| 1980年（昭和55年） \| 20,820人 \| \| \| 1985年（昭和60年） \| 23,444人 \| \| \| 1990年（平成2年） \| 24,669人 \| \| \| 1995年（平成7年） \| 26,076人 \| \| \| 2000年（平成12年） \| 26,083人 \| \| \| 2005年（平成17年） \| 26,294人 \| \| \| 2010年（平成22年） \| 25,178人 \| \| \| 2015年（平成27年） \| 23,575人 \| \| \| 2020年（令和2年） \| 22,496人 \| \| |                                        |  |
| 総務省統計局 国勢調査より |                                        |  |
| 1970年（昭和45年） | 19,227人                               |  |
| 1975年（昭和50年） | 20,408人                               |  |
| 1980年（昭和55年） | 20,820人                               |  |
| 1985年（昭和60年） | 23,444人                               |  |
| 1990年（平成2年） | 24,669人                               |  |
| 1995年（平成7年） | 26,076人                               |  |
| 2000年（平成12年） | 26,083人                               |  |
| 2005年（平成17年） | 26,294人                               |  |
| 2010年（平成22年） | 25,178人                               |  |
| 2015年（平成27年） | 23,575人                               |  |
| 2020年（令和2年） | 22,496人                               |  |

日本福祉大学のキャンパスがあるため、20歳前後の人口が突出して多い。

### 隣接自治体
愛知県
- 北 - 知多郡武豊町、常滑市
- 南 - 知多郡南知多町

## 歴史

### 町名の由来
海に面しており、美しい砂浜が見えることに由来する（瑞祥地名）。

### 沿革
昭和
- 1955年（昭和30年）4月1日 - 河和町、野間町が合併して美浜町として発足[3]。
- 1957年（昭和32年）3月31日 - 小鈴谷町の一部（大字上野間）を合併。小鈴谷町の他の地区は常滑市と合併。
- 1961年（昭和36年）12月25日 - 町章を制定。
- 1975年（昭和50年）6月10日 - 町制施行20周年を記念し、町の木「クロマツ」と町の花「ツツジ」を制定。

| 郡       | 明治22年以前 | 明治22年以前    | 明治22年以前   | 明治22年10月1日 | 明治22年 - 明治45年        | 明治22年 - 明治45年              | 大正1年 - 大正15年 | 昭和1年 - 昭和64年                   | 昭和1年 - 昭和64年           | 平成1年 - 現在 | 現在   |
| -------- | ------------ | --------------- | -------------- | --------------- | -------------------------- | -------------------------------- | ------------------ | ------------------------------------ | ---------------------------- | -------------- | ------ |
| 知 多 郡 | 上野間村     | 稲早村 （一部） | 上野間村       | 上野間村        | 上野間村                   | 明治39年6月16日 小鈴谷村（一部） | 小鈴谷村（一部）   | 昭和27年7月1日 町制 小鈴谷町（一部） | 昭和32年3月31日 美浜町に編入 | 美浜町         | 美浜町 |
| 知 多 郡 | 柿並村       | 野間村          | 野間村         | 野間村          | 野間村                     | 明治39年7月1日 合併 野間村       | 野間村             | 昭和17年7月1日 町制 野間町           | 昭和30年4月1日 合併 美浜町   | 美浜町         | 美浜町 |
| 知 多 郡 | 細目村       | 野間村          | 野間村         | 野間村          | 野間村                     | 明治39年7月1日 合併 野間村       | 野間村             | 昭和17年7月1日 町制 野間町           | 昭和30年4月1日 合併 美浜町   | 美浜町         | 美浜町 |
| 知 多 郡 | 一色村       | 野間村          | 野間村         | 野間村          | 野間村                     | 明治39年7月1日 合併 野間村       | 野間村             | 昭和17年7月1日 町制 野間町           | 昭和30年4月1日 合併 美浜町   | 美浜町         | 美浜町 |
| 知 多 郡 | 小野浦村     | 野間村          | 小野浦村       | 野間村          | 野間村                     | 明治39年7月1日 合併 野間村       | 野間村             | 昭和17年7月1日 町制 野間町           | 昭和30年4月1日 合併 美浜町   | 美浜町         | 美浜町 |
| 知 多 郡 | 北奥田村     | 奥田村          | 奥田村         | 奥田村          | 奥田村                     | 明治39年7月1日 合併 野間村       | 野間村             | 昭和17年7月1日 町制 野間町           | 昭和30年4月1日 合併 美浜町   | 美浜町         | 美浜町 |
| 知 多 郡 | 南奥田村     | 奥田村          | 奥田村         | 奥田村          | 奥田村                     | 明治39年7月1日 合併 野間村       | 野間村             | 昭和17年7月1日 町制 野間町           | 昭和30年4月1日 合併 美浜町   | 美浜町         | 美浜町 |
| 知 多 郡 | 布土村       | 富沢村          | 布土村         | 布土村          | 布土村                     | 明治39年7月1日 合併 河和町       | 河和町             | 河和町                               | 昭和30年4月1日 合併 美浜町   | 美浜町         | 美浜町 |
| 知 多 郡 | 北方村       | 富沢村          | 北方村         | 布土村          | 布土村                     | 明治39年7月1日 合併 河和町       | 河和町             | 河和町                               | 昭和30年4月1日 合併 美浜町   | 美浜町         | 美浜町 |
| 知 多 郡 | 時志村       | 富沢村          | 時志村         | 布土村          | 布土村                     | 明治39年7月1日 合併 河和町       | 河和町             | 河和町                               | 昭和30年4月1日 合併 美浜町   | 美浜町         | 美浜町 |
| 知 多 郡 | 河和村       | 三和村          | 河和村         | 河和村          | 明治36年5月6日 町制 河和町 | 明治39年7月1日 合併 河和町       | 河和町             | 河和町                               | 昭和30年4月1日 合併 美浜町   | 美浜町         | 美浜町 |
| 知 多 郡 | 浦戸村       | 三和村          | 浦戸村         | 河和村          | 明治36年5月6日 町制 河和町 | 明治39年7月1日 合併 河和町       | 河和町             | 河和町                               | 昭和30年4月1日 合併 美浜町   | 美浜町         | 美浜町 |
| 知 多 郡 | 古布村       | 三和村          | 古布村         | 豊丘村（一部）  | 豊丘村（一部）             | 明治39年7月1日 合併 河和町       | 河和町             | 河和町                               | 昭和30年4月1日 合併 美浜町   | 美浜町         | 美浜町 |
| 知 多 郡 | 矢梨村       | 豊丘村（一部）  | 豊丘村（一部） | 豊丘村（一部）  | 豊丘村（一部）             | 明治39年7月1日 合併 河和町       | 河和町             | 河和町                               | 昭和30年4月1日 合併 美浜町   | 美浜町         | 美浜町 |
| 知 多 郡 | 切山村       | 豊丘村（一部）  | 豊丘村（一部） | 豊丘村（一部）  | 豊丘村（一部）             | 明治39年7月1日 合併 河和町       | 河和町             | 河和町                               | 昭和30年4月1日 合併 美浜町   | 美浜町         | 美浜町 |

## 政治

### 行政

#### 町長
- 町長：八谷充則（2023年4月26日[4]〜現職）

#### 市町村合併
2005年（平成17年）1月、南知多町と合併して合併後の名称を南セントレア市とすると発表した。中部国際空港の愛称であるセントレアに因んだ名称であるが、中部国際空港は美浜町や南知多町ではなく常滑市に所在する。町内および全国から抗議が殺到したため、2005年（平成17年）2月27日に合併の是非と新市名を問う住民投票を実施した結果、過半数が「合併拒否」を選択し、名称候補への反発のために合併そのものが頓挫した。

### 議会

#### 町議会
- 美浜町議会

## 施設

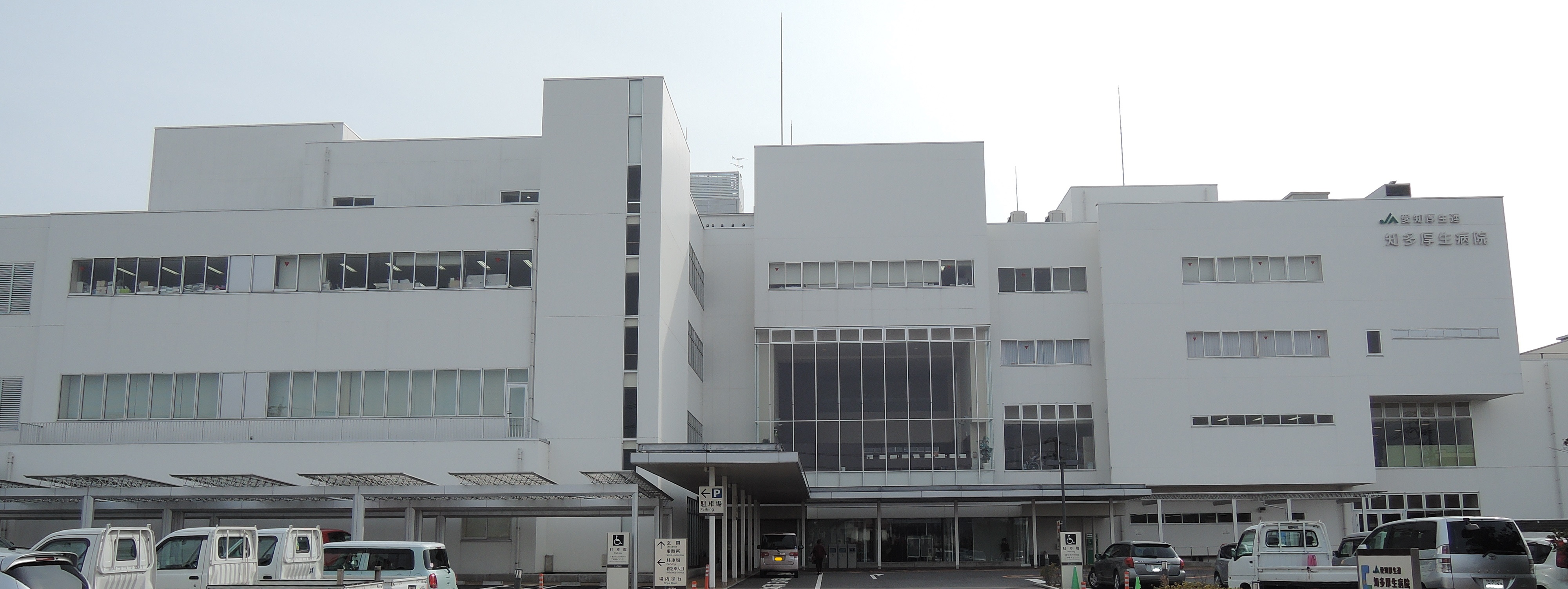
知多厚生病院

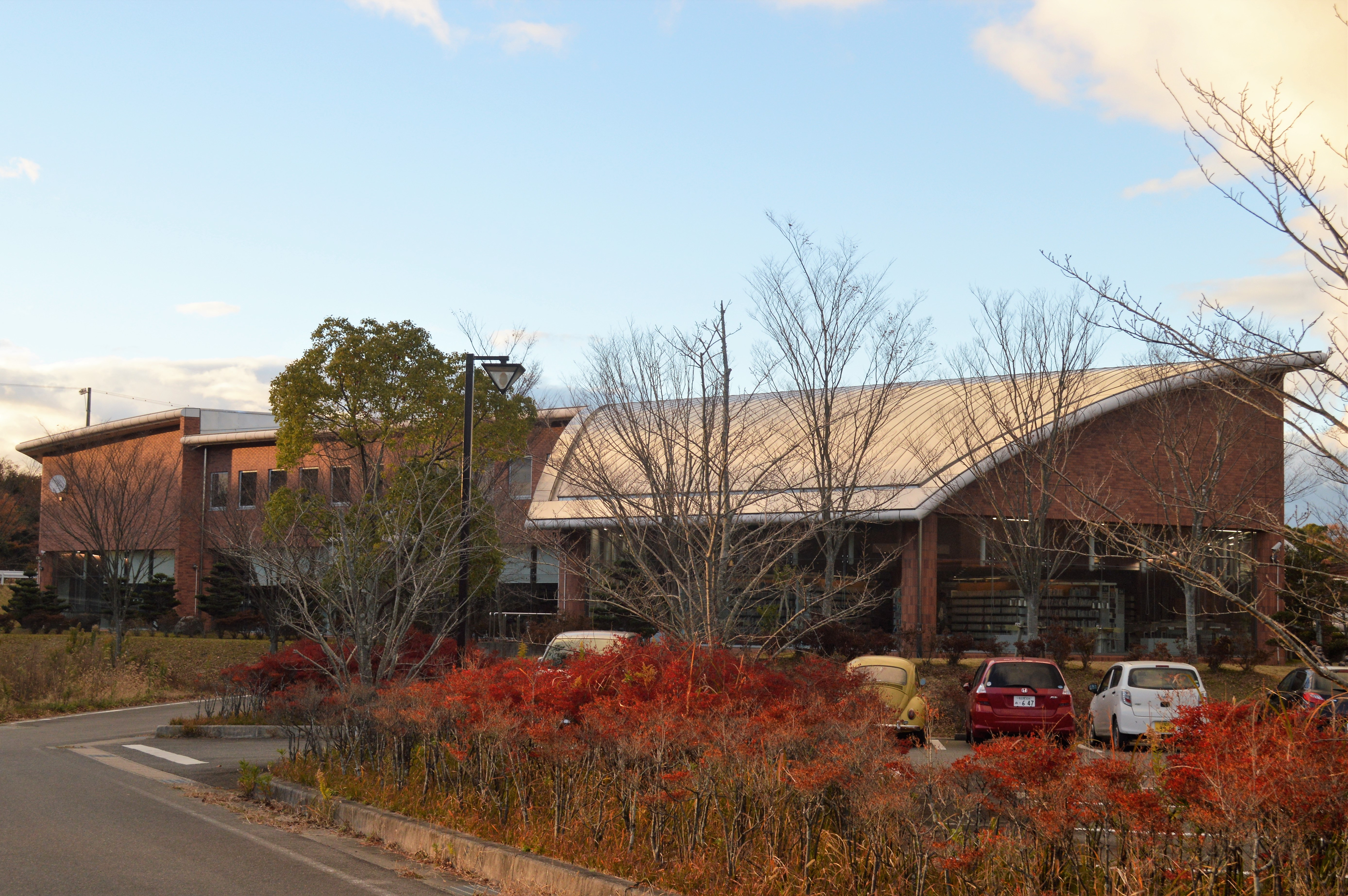
美浜町図書館

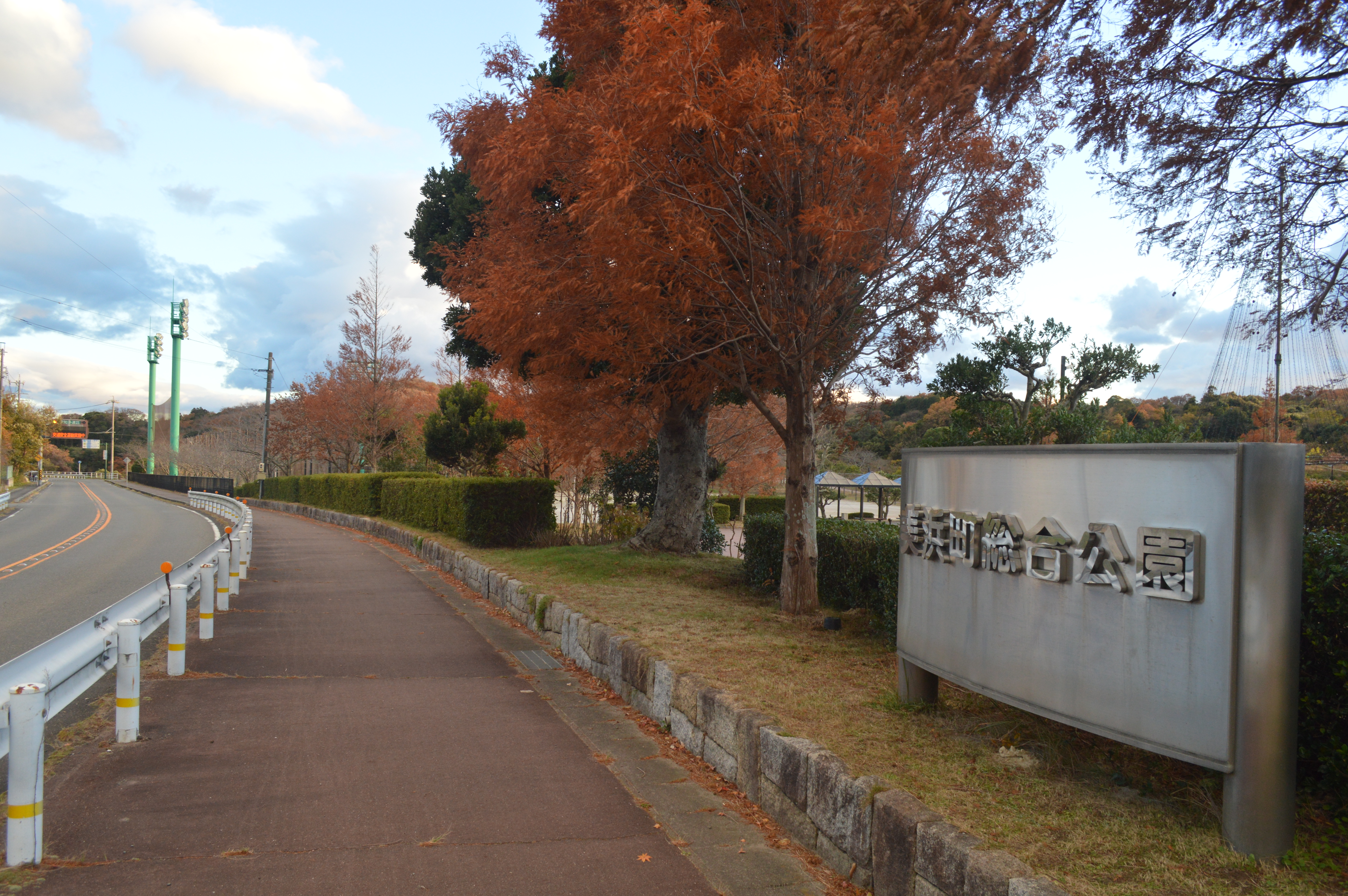
美浜町総合公園

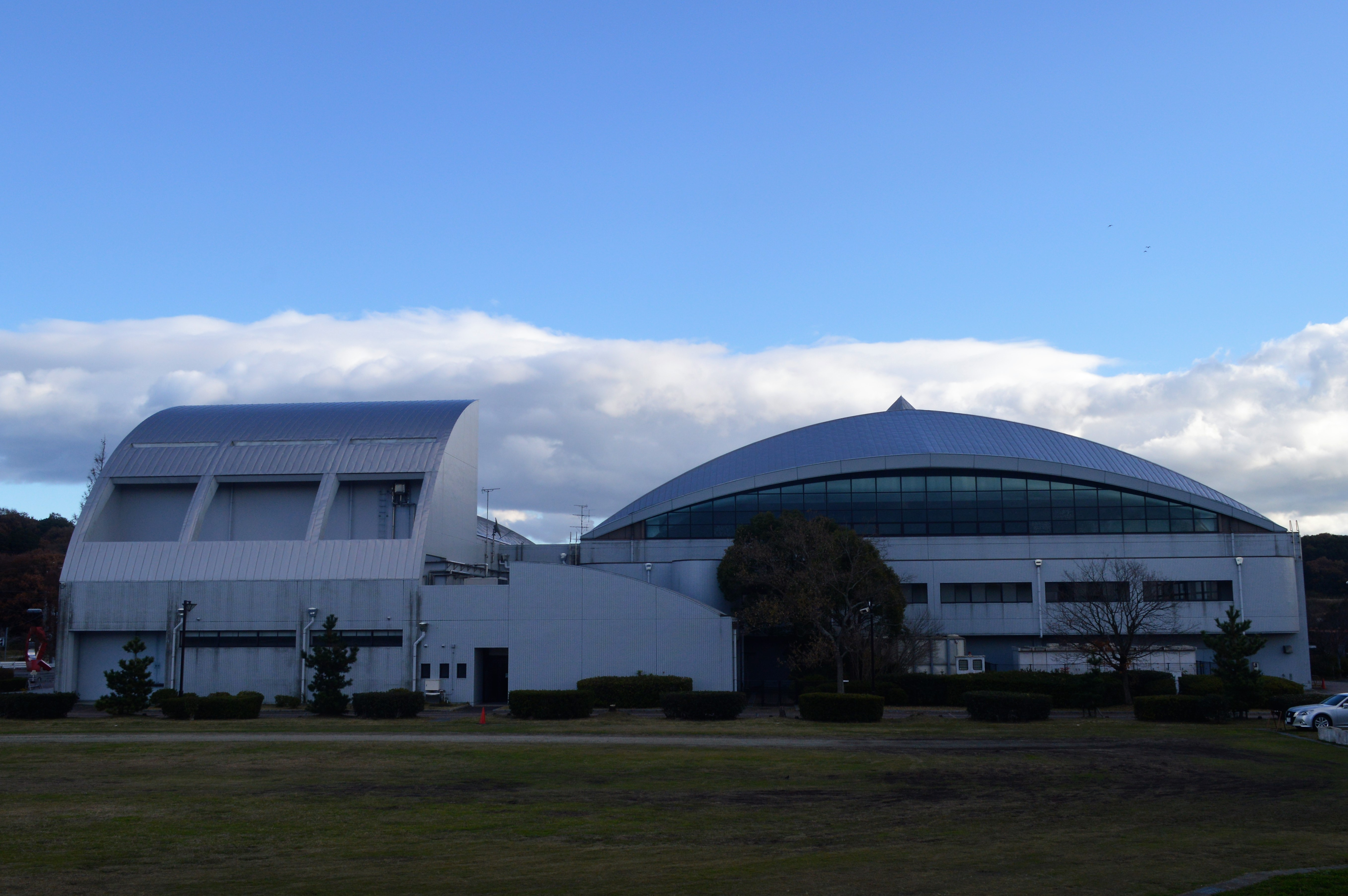
美浜町総合公園体育館

### 警察
- 半田警察署河和交番（知多郡美浜町大字河和）
- 半田警察署美浜西交番（知多郡美浜町大字奥田）

### 消防
- 知多南部消防組合消防署美浜分遣署

### 医療
主な病院
- 知多厚生病院

### 郵便局
主な郵便局
- 美浜郵便局

### 図書館
少年時代を美浜町で過ごした医師の皿井進（大同病院・だいどうクリニック院長）から「美浜町の子どもたちの役に立ててほしい」として寄付を受け、美浜町は図書館と生涯学習センターの複合施設の建設を計画した。1998年（平成10年）に美浜町生涯学習基本構想が策定され、設計コンペによって国分設計を設計者に選出。2002年（平成14年）4月に複合施設「心育館」が開館した。2006年10月には延べ貸出点数が100万点を超え、2010年9月には延べ来館者数が100万人を超えている。2010年3月には日本福祉大学附属図書館との間で相互協力協定を調印した。
心育館は鉄骨造一部鉄筋コンクリート造2階建（一部3階建）の建物であり、延床面積は3,108m2、うち図書館部分の床面積は約1,700m2である。図書の収容能力は開架が10万冊、閉架が6万冊、計16万冊である。2015年度末時点の蔵書数は150,903冊、2015年度の貸出数は195,091冊である。2015年度の1人あたり蔵書点数は6.7点（愛知県平均は2.9点）、1人あたり貸出冊数は8.6点（愛知県平均は6.1点）、1人あたり資料購入費は353円（愛知県平均は204円）であり、いずれも愛知県平均を大幅に上回っている。

### 運動施設
- 美浜町総合公園
  - 美浜町総合公園体育館

## 対外関係

### 姉妹都市・提携都市
美浜町には2018年現在、姉妹都市・提携都市は存在しない。

### 海外
フレンドシップ相手国
2005年（平成17年）に開催された愛知万博では「一市町村一国フレンドシップ事業」が行われた。名古屋市を除く愛知県内の市町村が、120の万博公式参加国をフレンドシップ相手国として迎え入れた。
- シンガポール共和国

## 経済

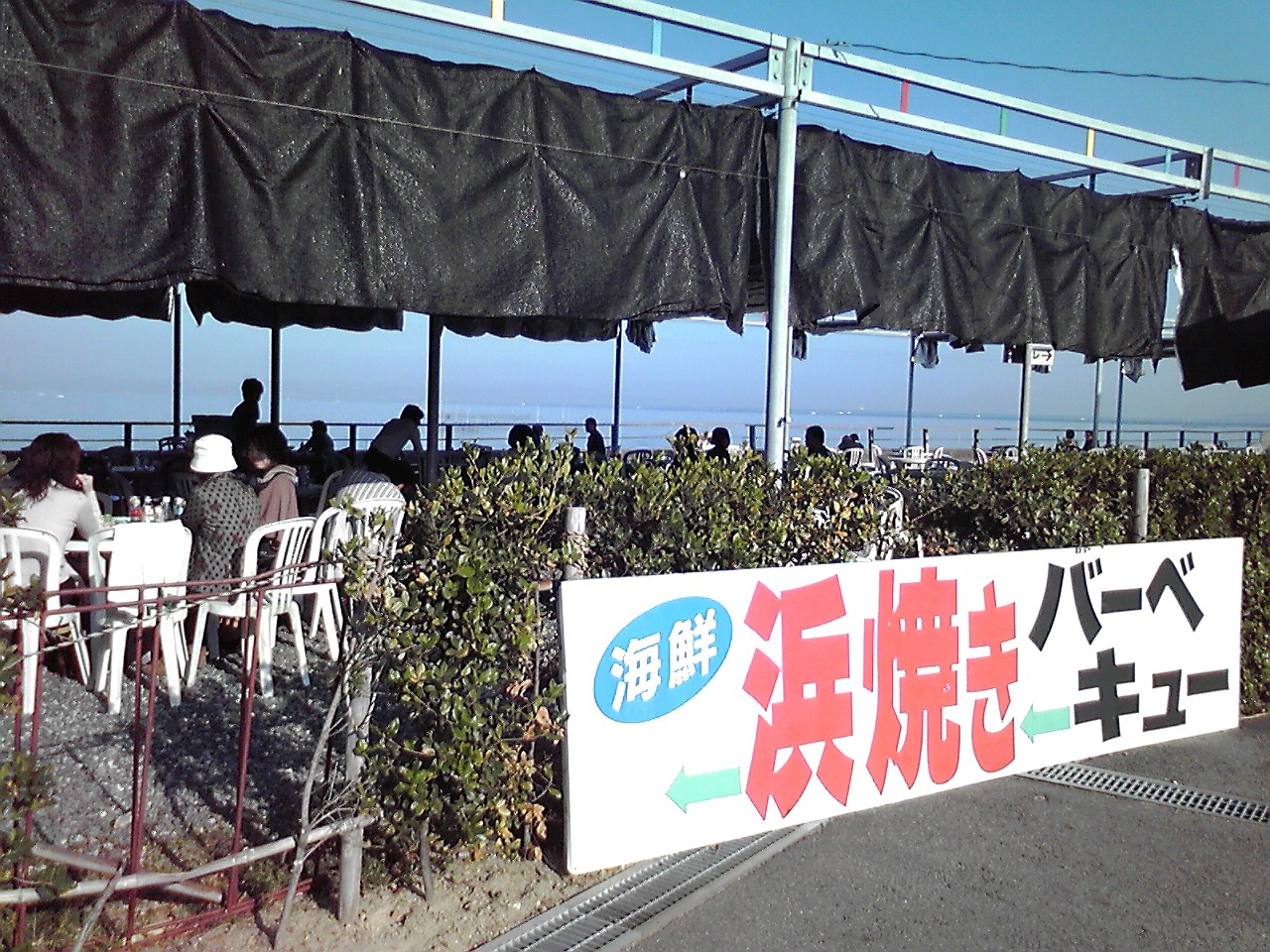
浜焼きBBQ（魚太郎美浜本店）

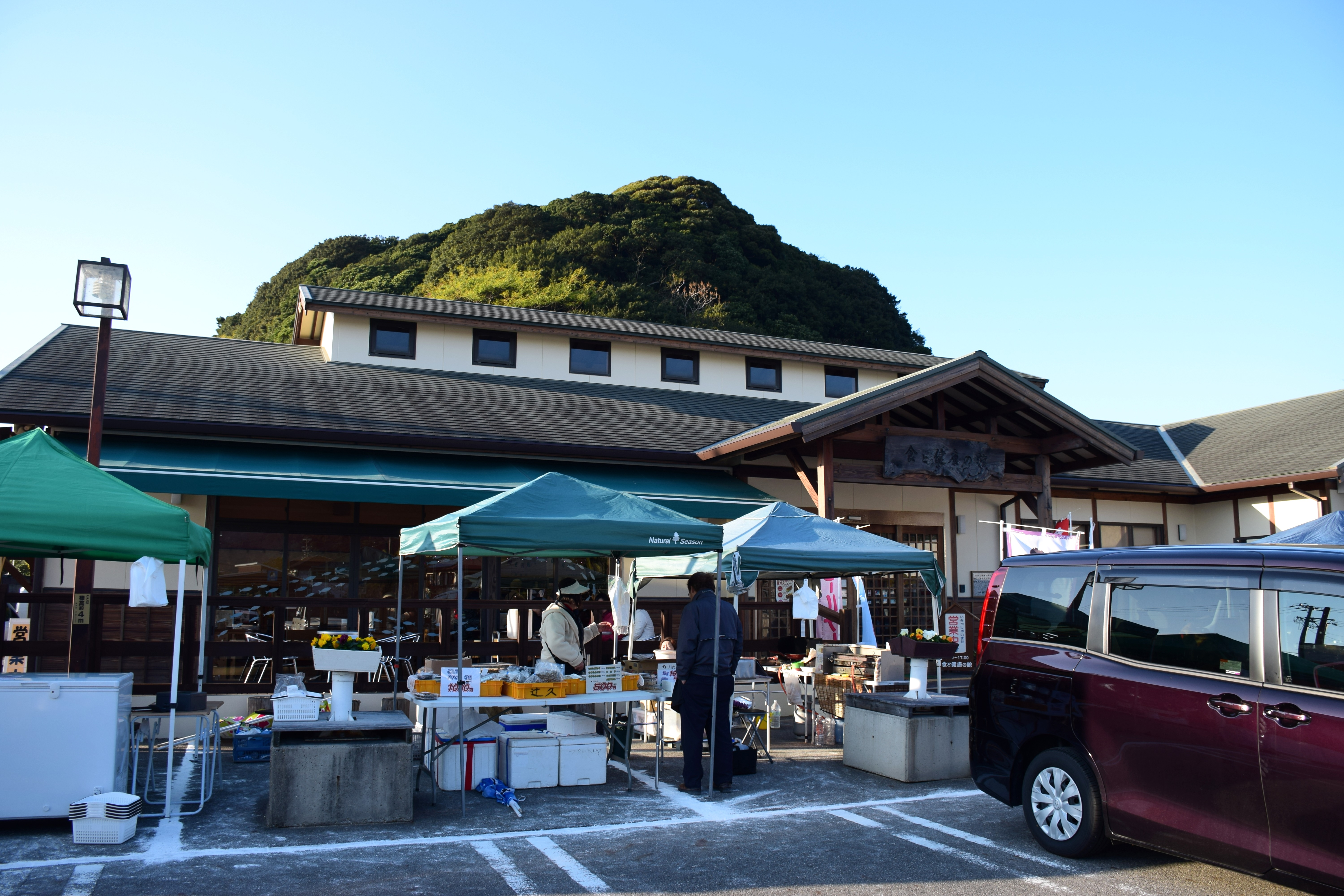
食と健康の館

### 第一次産業

#### 農業
農業協同組合
- あいち知多農業協同組合（JAあいち知多）
  - 南知多支店
  - 内海支店
  - みさき支店
  - 日間賀島出張所

#### 漁業
町内の海岸では、潮干狩りなどが盛んである。
主な漁港
- 河和港

### 第三次産業

#### 商業
主な商業施設
- パレマルシェ河和店…名鉄河和線河和駅の駅舎がそのまま店舗となっている。食料品の他、衣料品や100円ショップのダイソーも入居。
- フィール美浜店・カインズホーム美浜店…フィールとカインズが同居している。その他靴専門店や100円ショップのセリアも入居。
- コメリ美浜奥田店
- ジップドラッグ白沢奥田店／美浜店
- しまむら美浜店
- 食と健康の館
- 魚太郎美浜本店

### 拠点を置く企業
- 加藤化学株式会社
- 株式会社トウチュウ
- 大栄産業株式会社
- マグネデザイン株式会社

## 生活基盤

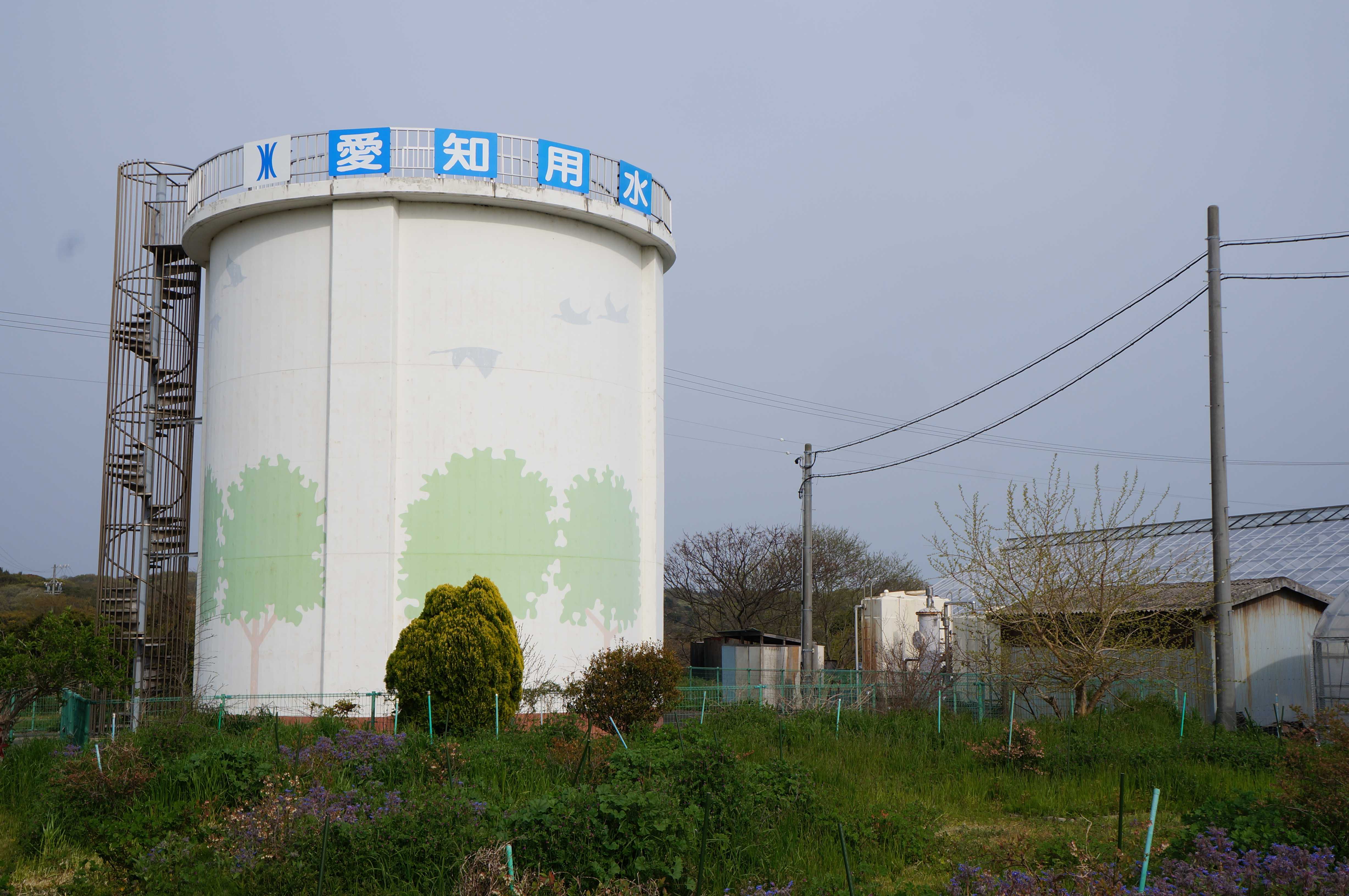
愛知用水

### ライフライン

#### 電力
- 中部電力パワーグリッド

#### ガス
- 東邦ガス

#### 上下水道
- 愛知県企業庁
  - 愛知用水

#### 電信
- NTT西日本
  - NTT西日本-東海

市外局番
- 市外局番は町内全域で0569（半田MA）が使用される。
  - 市内局番は、主に80番台を使用する。

## 教育

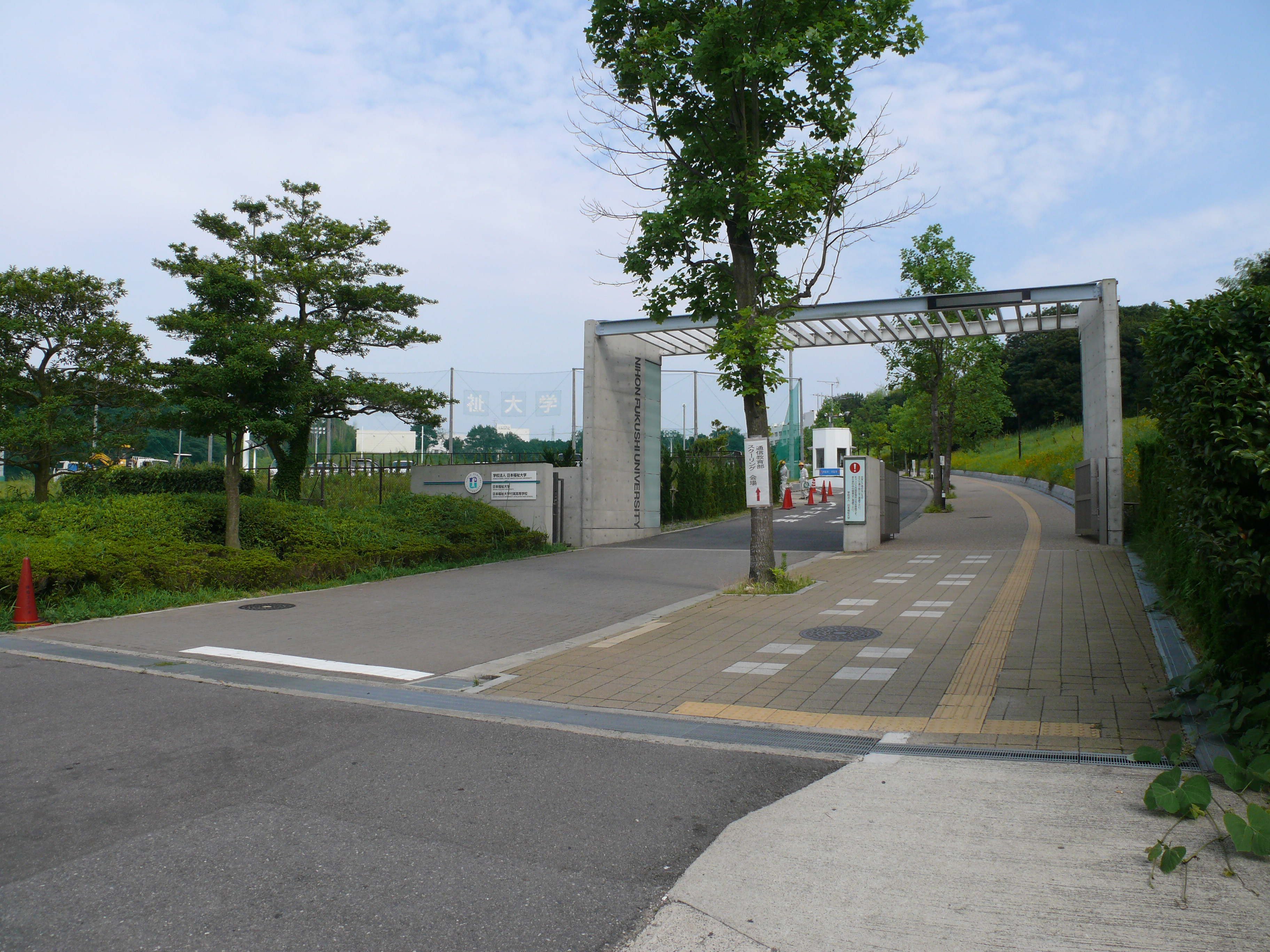
日本福祉大学美浜キャンパス

### 大学
私立
- 日本福祉大学（美浜キャンパス）

### 高等学校
私立
- 日本福祉大学付属高等学校

### 中学校
町立
- 美浜町立河和中学校
- 美浜町立野間中学校

### 小学校
町立
- 美浜町立奥田小学校
- 美浜町立上野間小学校
- 美浜町立河和小学校
- 美浜町立野間小学校
- 美浜町立布土小学校

閉校となった小学校
- 美浜町立河和南部小学校（2022年3月閉校、河和小学校へ統合）

### その他施設
- 戸塚ヨットスクール

## 交通

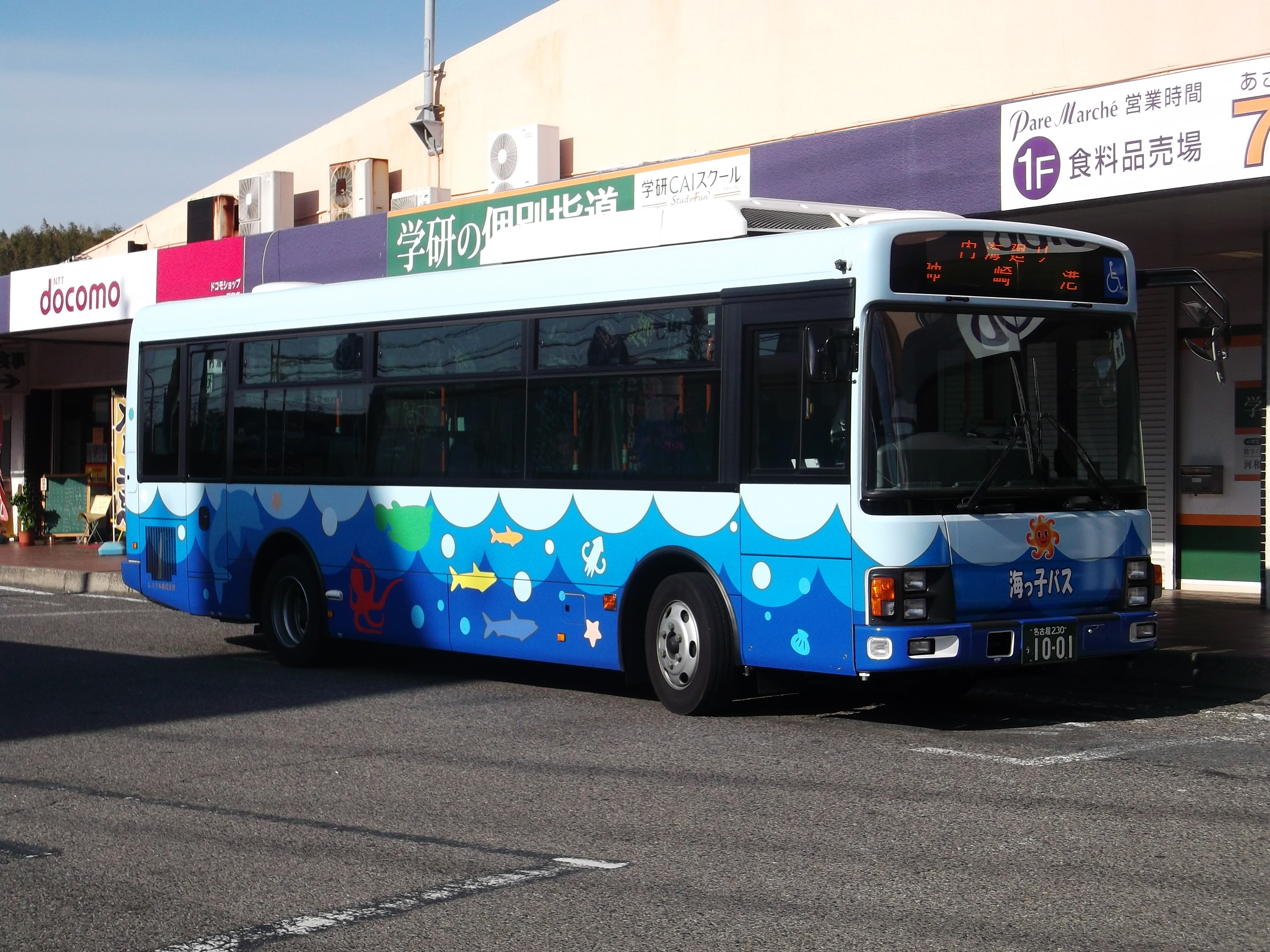
海っ子バス

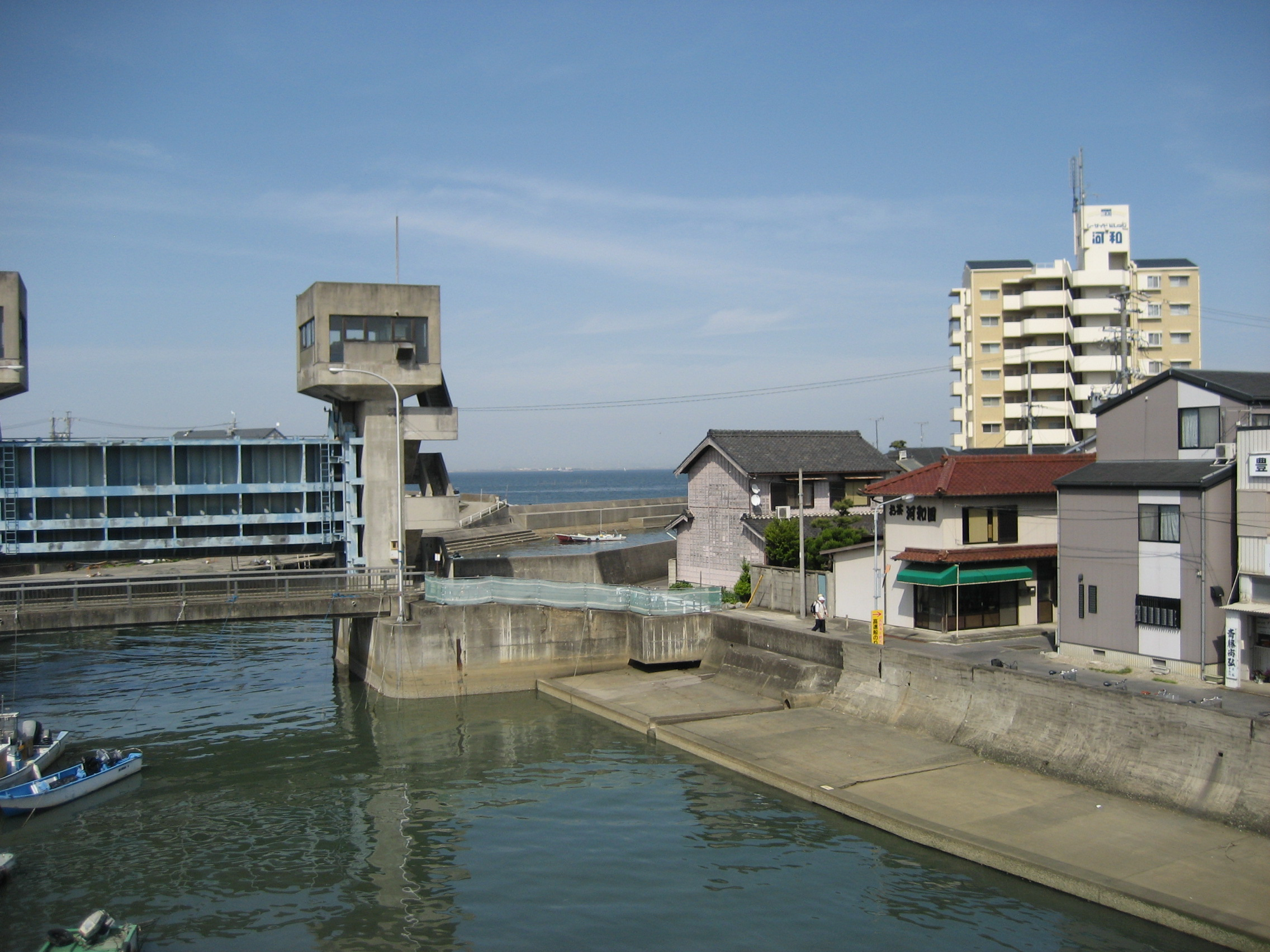
河和港

### 鉄道
町の中心となる駅は河和駅。伊勢湾側では知多奥田駅が中心となっている。
名古屋鉄道（名鉄）
■河和線：河和口駅 - 河和駅
■知多新線：上野間駅 - 美浜緑苑駅 - 知多奥田駅- 野間駅
2011年3月以降、列車は町内の全ての駅に停車するようになっている。

### バス

#### 路線バス
巡回ミニバス『行ってきバス自然号』
- 東部コース
- 西部コース

南知多町営バス『海っ子バス』
- 南知多・美浜環状線（右回り）：師崎港 → 豊浜 → 内海駅 → 内海高校前 → 河和駅 → 知多厚生病院 → 山田（南知多病院前） → 師崎港
- 南知多・美浜環状線（左回り）：師崎港 → 山田（南知多病院前） → 知多厚生病院前 → 河和駅 → 内海高校前 → 内海駅 → 豊浜 → 師崎港

### 道路

#### 高速道路
自動車専用道路
- 南知多道路：美浜PA - 美浜IC - 南知多IC - 古布IC

#### 国道
- 国道247号

#### 県道
主要地方道
- 愛知県道7号半田南知多公園線
- 愛知県道52号半田南知多線

一般県道
- 愛知県道273号上野間布土線
- 愛知県道274号小鈴谷河和線
- 愛知県道275号奥田河和線
- 愛知県道276号奥田内福寺南知多線
- 愛知県道277号野間河和線
- 愛知県道279号内海美浜線
- 愛知県道280号豊丘豊浜線

### ナンバープレート
- 車検証の住所（使用者）が本町の自動車には、他の知多地域と同じく名古屋ナンバーが交付される。

### 航路

#### 港湾
- 河和港（河和駅から無料送迎バスまたは、徒歩8分）

## 観光

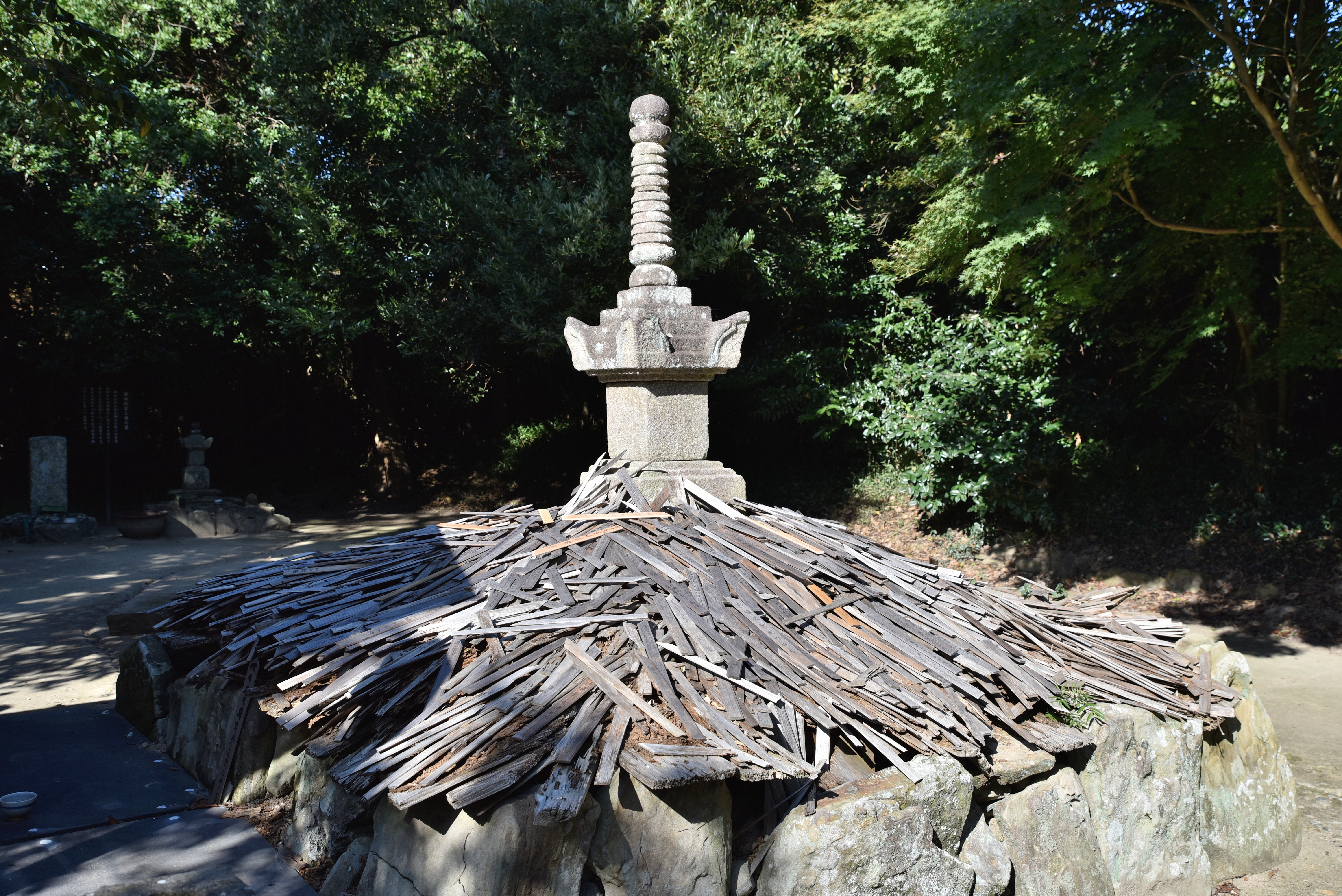
大御堂寺（源義朝最期の地）

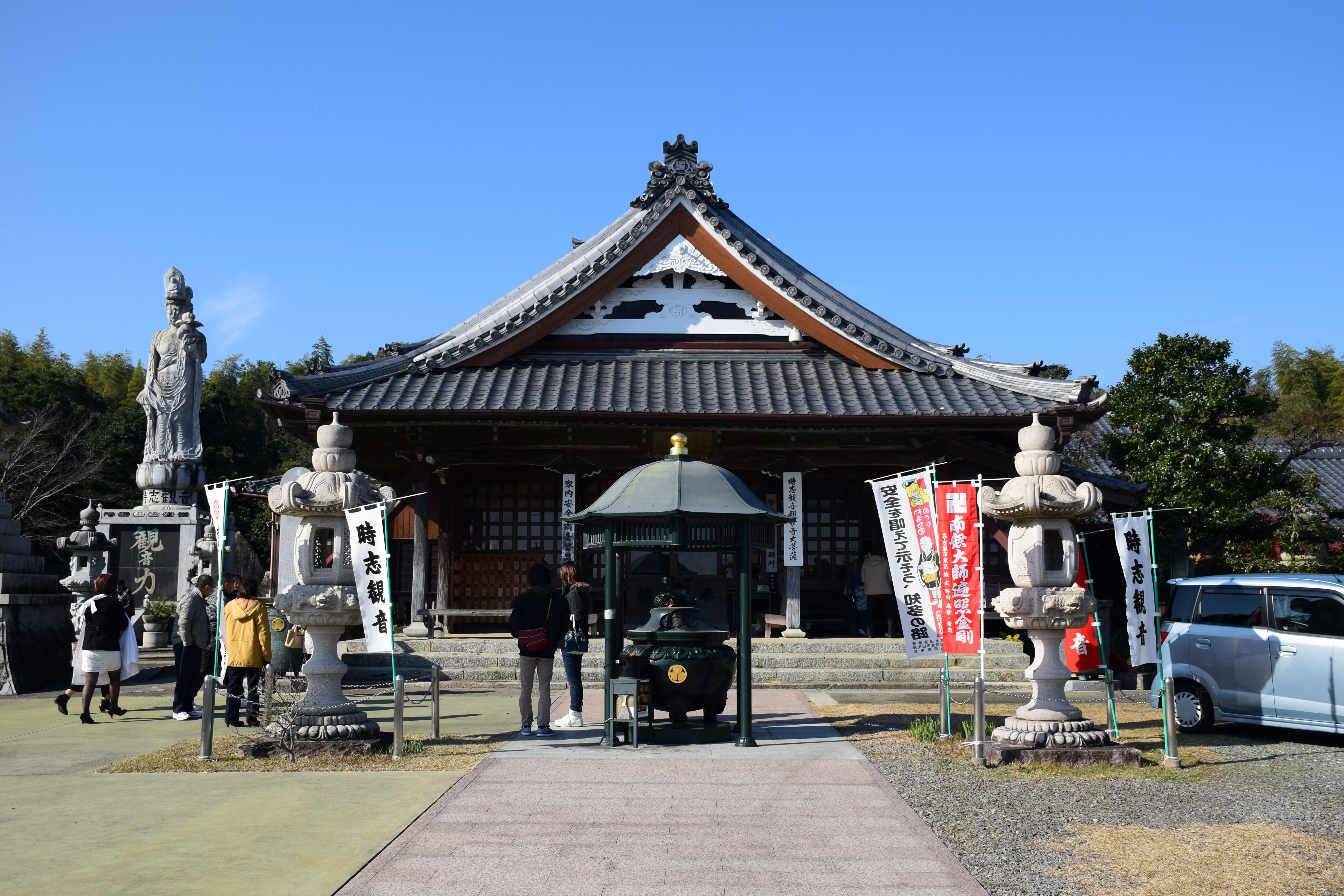
時志観音

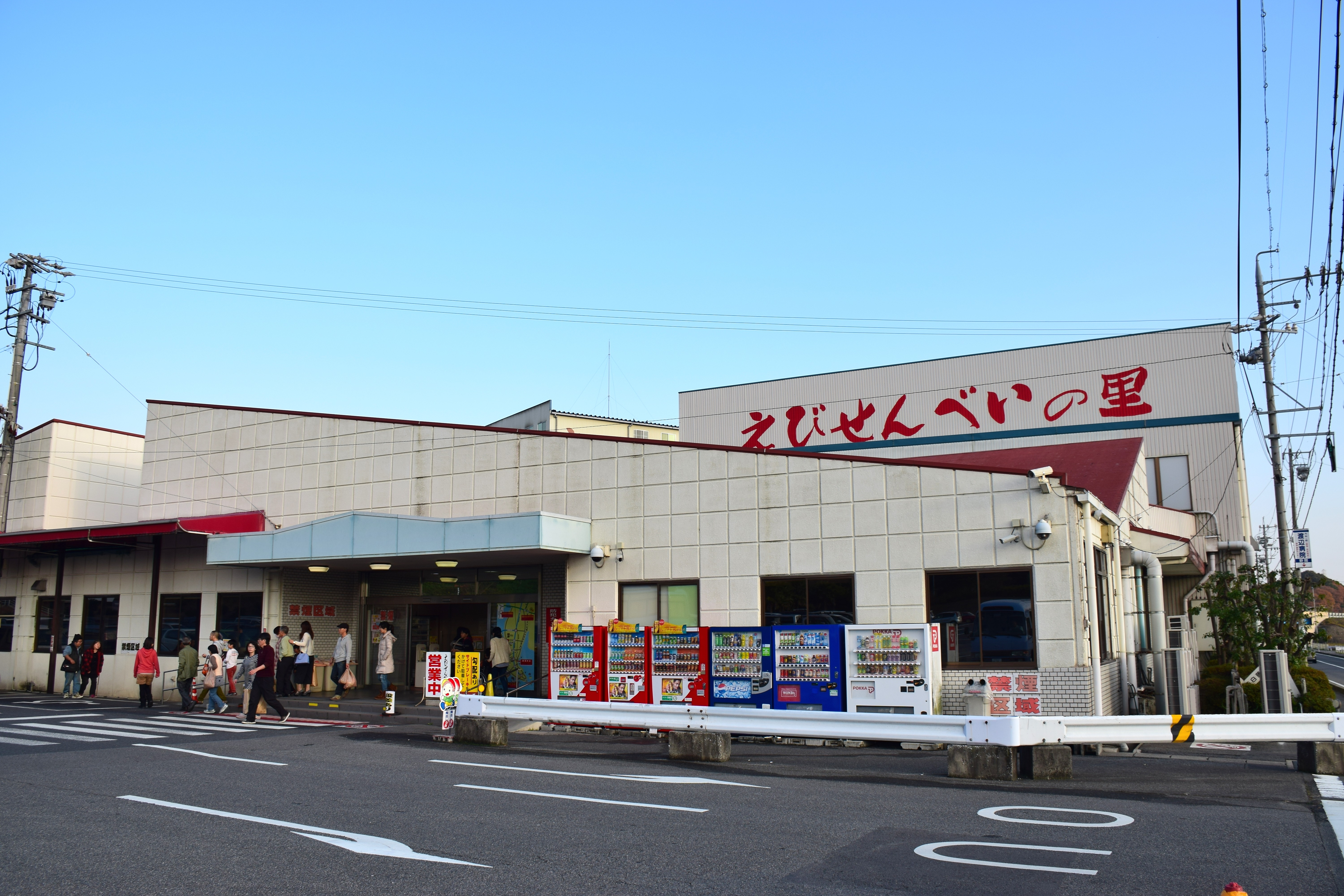
えびせんべいの里

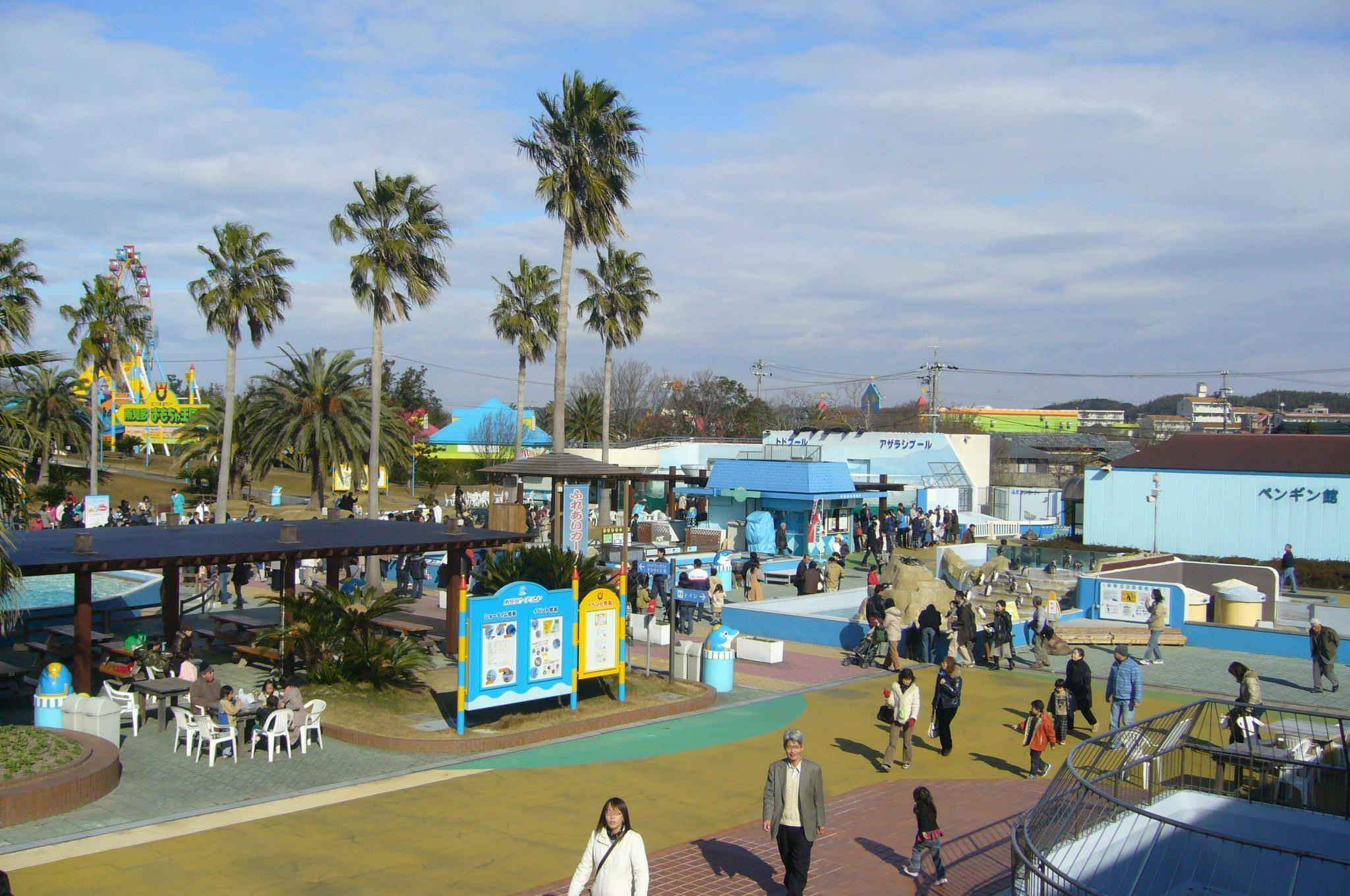
南知多ビーチランド

### 名所・旧跡

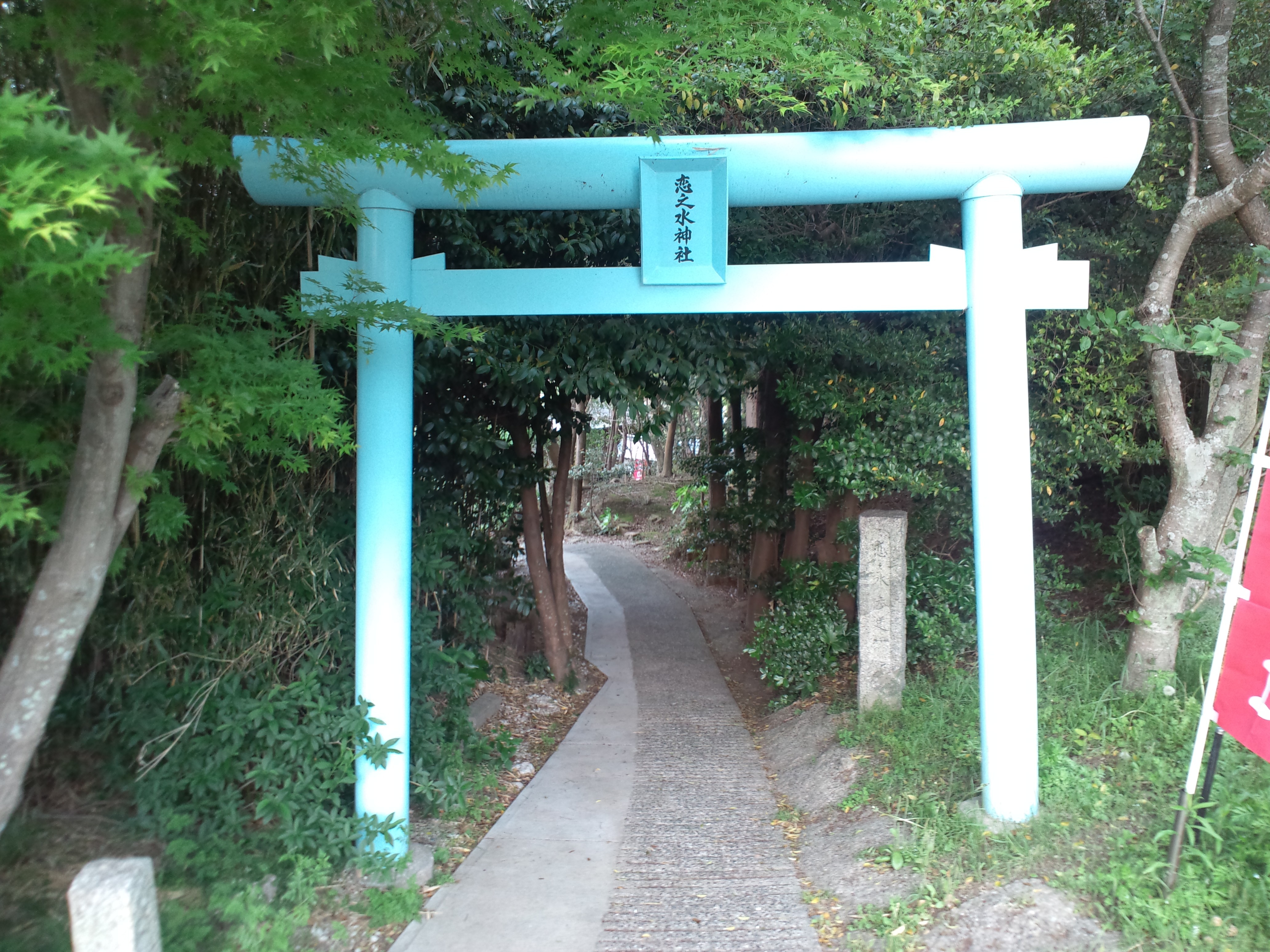
恋之水神社
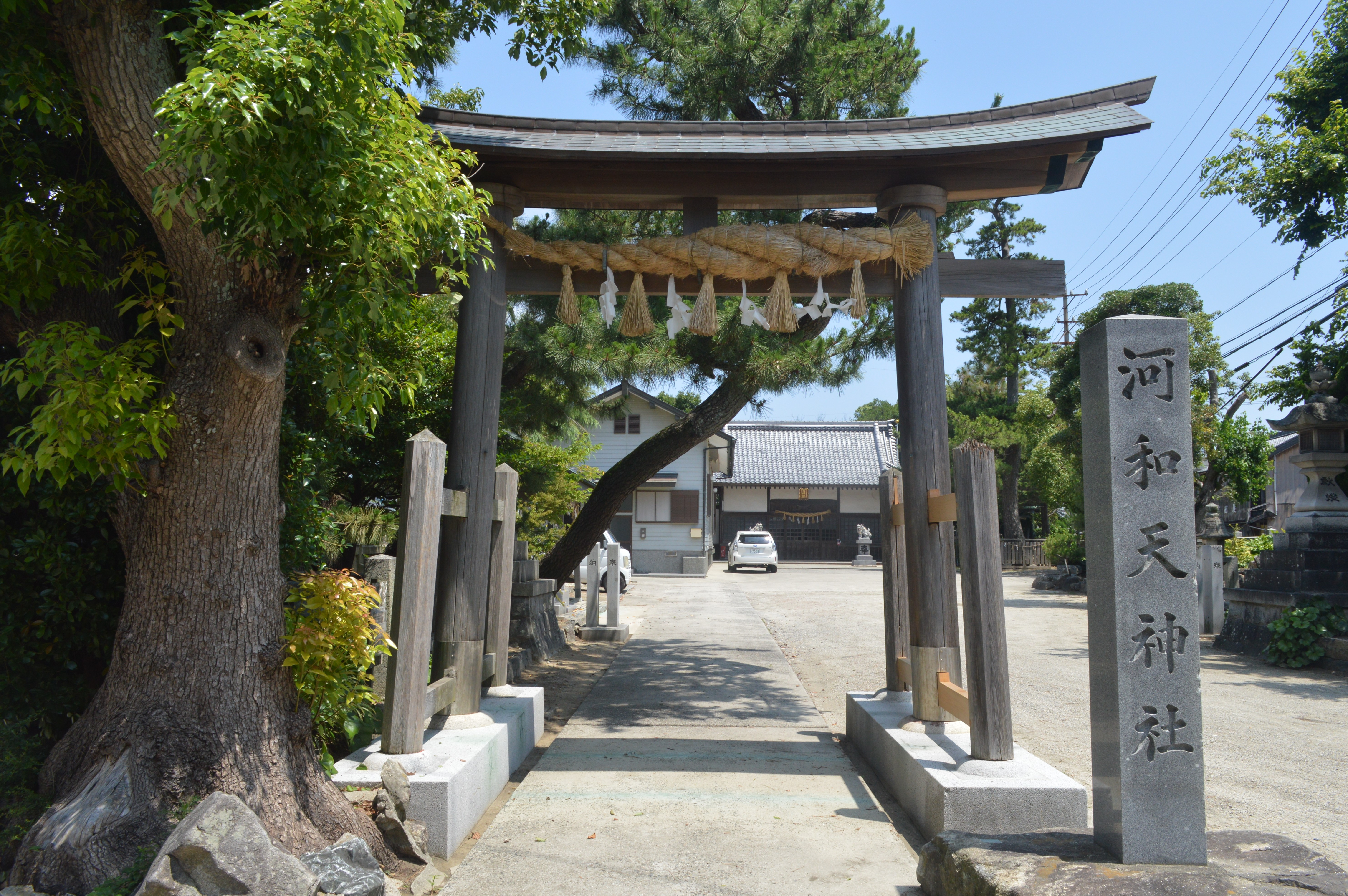
河和天神社

主な寺院
- 喬正院
- 影現寺（時志観音）
- 弥勒寺 - 知多四国霊場第26番札所
- 誓海寺 - 知多四国霊場第27番札所
- 永寿寺 - 知多四国霊場第28番札所
- 良参寺 - 知多四国霊場第48番札所
- 吉祥寺 - 知多四国霊場第49番札所
- 大御堂寺 - 知多四国霊場第50番札所
- 野間大坊 - 知多四国霊場第51番札所
- 密蔵院 - 知多四国霊場第52番札所
- 安養院 - 知多四国霊場第53番札所
- 法山寺 - 知多四国霊場第55番札所
- 瑞境寺 - 知多四国霊場第56番札所
- 報恩寺 - 知多四国霊場第57番札所

主な神社
- 恋之水神社
- 河和天神社

- 恋之水神社
- 河和天神社

### 観光スポット
- 南知多ビーチランド
- 美浜サーキット
- 鵜の山 - 鵜の繁殖地
- 食と健康の館
- 野間埼灯台（通称、野間灯台）
- 和訳聖書頌徳記念碑（岩吉、久吉、音吉の記念碑）
- 廻船と音吉記念館
- ティレク・ティレセク美浜美術館
- えびせんべいの里
- えびせんパーク
- 37CAFE

## 文化・名物

### 祭事・催事
- 上野間の裸まいり
- 河和天神祭 
河和天神社の祭礼で、4月の第1日曜日と前日の土曜日に行われる。
かつては北・中・南組の3両の山車が出ていたが、現在は北組と中組が知多型の山車と提灯山車を1台ずつ、計4台所有する。
- 北方区祭礼
北方十二神社の祭礼で、4月の第1日曜日に行われる。
近年建造された小型の知多型の山車が一両曳き出される。
- 布土祭
神明車・津島神社の祭礼で、四月の第一日曜日と前日の土曜日に行われる。
平田・上村・大池の3組3台の山車が出る。うち、平田組は小形で総漆塗り、金箔押しの知多古型である。
- 上野間祭
野間神社の祭礼で、3月第4日曜とその前日の土曜に行われる。
越智嶋組・四嶋組の2組2台の山車が出る。かつては常滑市坂井の山車一両も参加していた。
- 奥田地区祭礼
大己貴神社の祭礼で、4月第1日曜日とその前日の土曜日に行われる。
近年製造された北中組と南組の2組2台の山車が出る。

## 舞台とした作品
- スパルタの海 - 戸塚ヨットスクール事件を題材にした、1983年製作の映画。河和駅でロケが行われた。
- 世界でいちばん長い写真 - 日本福祉大学附属高等学校での実話を題材にし、実際に校舎で撮影が行われた。

## 出身関連著名人

### 出身著名人
- 石田祐康 - 映像監督。
- 音吉 - 江戸時代末期の漂流民。日本の開国時に活躍した。
- 榊原定征 - 東レ代表取締役会長。経団連会長。日本野球機構コミッショナー。美浜町名誉町民（2015年）。
- 榊原博 - ラジオパーソナリティ。
- 平野眞一 - 工学者。名古屋大学総長。美浜町名誉町民（2015年）。
- 春菜はな - AV女優。
- 中岡創一 - お笑い芸人。「ロッチ」。
- 磯部誠 - ボートレーサー。
- 北川綾巴 - タレント。SKE48の元メンバー。お願い!!フルハウスのプロデューサー。出身地としては知立市となっている。

### ゆかりの人物
- 戸塚宏 - 戸塚ヨットスクール校長、ヨットマン。日本統治下の朝鮮咸鏡北道清津市生まれ、名古屋市育ち。